# Nationaal park Sleeswijk-Holsteinse Waddenzee
Nationaal park Sleeswijk-Holsteinse Waddenzee (Duits: Nationalpark Schleswig-Holsteinisches Wattenmeer) is een nationaal park in de Duitse deelstaat Sleeswijk-Holstein. Het park is in 1985 door de Landdag van Sleeswijk-Holstein als nationaal park aangewezen op basis van de speciale nationale parkenwetgeving ('Nationalparkgesetz') en daarna, in 1999, signifikant vergroot. Met de vorming van dit nationale park en de aansluitende nationale parken Niedersächsisches Wattenmeer en Hamburgisches Wattenmeer is een groot deel van de Duitse Waddenzee beschermd. Met een oppervlakte van 4410 km² is het park met afstand het grootste nationale park van Duitsland.
Het park strekt zich uit van de Duits-Deense zeegrens in de Noordzee tot de Elbemonding in het zuiden. Van het park ligt 68% permanent onder water en 30% valt periodiek droog. Het land bestaat grotendeels uit zoutwatermoeras. In het park liggen enkele van de voor dit deel van het waddengebied kenmerkende duin- en dijkloze waddeneilanden, de Halligen. Typisch voor dit deel van de Waddenzee zijn de vele bruinvissen en brandganzen en het talrijke zeegras. 
Behalve als nationaal park geniet het gebied internationale bescherming. Het is onder meer aangewezen als UNESCO-biosfeerreservaat en UNESCO-werelderfgoed.

## Geografie, milieu en begrenzing
Tweemaal daags wordt met het water sediment in het gebied gebracht waardoor duinvorming en kwelderaangroei kan plaatsvinden. Het getijverschil in het dit deel van de Waddenzee loopt uiteen van 1,5 tot 3,7 meter. Ongeveer twee derde van het gebied staat permanent onder water, 30% is droog bij eb en overstroomt  bij hoog water, terwijl de rest - de hoge kwelders -alleen in bijzondere omstandigheden overstroomd wordt. Omdat onder meer de  Elbe in de Waddenzee uitmondt, is er een zoutgradient. 
Het gebied kent koele zomers (juli: 14.5° C) en milde winters (januari: 1,8° C) en het waait er gemiddeld meer dan op het vasteland.
Het nationale park kan worden onderverdeeld in twee delen, het noordelijke of Friese deel en het zuidelijke of Dithmarscher deel. In het noordelijk deel wordt de overgang tussen het waddengebied en de zee duidelijk gemarkeerd door eilanden, die eens tot het vasteland behoorden. Het getij is maximaal 2 meter en estuaria ontbreken. In het zuidelijke deel is het getijverschil meer dan drie meter waardoor de vorming van eilanden wordt voorkomen. In dit deel liggen enkele grote estuaria, waardoor het zoutgehalte lager is dan in de rest van de Waddenzee en dit bovendien sterk varieert.
Het nationale park bestaat uit de waddenkust van Sleeswijk-Holstein, inclusief een deel van de Noordzee. Aan de landzijde eindigt het park 150 meter uit de kust. De dijken en ook een groot deel van de stranden maken geen deel uit van het Nationaal Park. Ook de vijf Noord-Friese eilanden en de grote Halligen Langeneß, Hooge, Gröde, Oland en Nordstrandischmoor vallen buiten het park. Het nationale park kent twee beschermingszones. Zone 1 is strikt beschermd en vrijwel gesloten voor het publiek. Deze 162.000 hectare grote zone omvat meer dan een derde van het nationaal park. In dit gebied liggen kwelders, zandplaten, en geulen. In Zone 2 is duurzaam gebruik mogelijk, zoals recreatie en traditionele visserij.  Deze zone is 124.000 ha groot.

## Flora en fauna
Het milieu voor orgamismen in het waddengebied wordt in sterke mate bepaald door het getij, een zoet-zout gradient, een slibgradient en de krachtige winden. In het gebied komen ongeveer 700 plantensoorten, 2500 diersoorten en honderden andere soorten organismen voor zoals algen, schimmels en bacteriën. 
Zeegrassen zijn de enige bloeiende planten die onder water groeien in de Waddenzee. In vergelijking met andere delen van de Waddenzee komt zeegras in dit park veel voor: 6.000 ha. Op de kwelders leven ongeveer 50 bloeiende plantensoorten. In de hoogste zone, die bij uitzondering wordt overspoeld, komen onder andere Roodzwenkgras, duizendguldenkruid en zeeweegbree voor. In de duinen kunnen onder meer zonnedauw en klokjesgentiaan aangetroffen worden.
Opvallende zoogdieren zijn de bruinvis, de gewone zeehond en de grijze zeehond. 
Op de kwelders komen 2000 insectensoorten voor, waaronder Mecinus collaris, Bledius spectabilis en Scopula emutaria. 
Met tientallen miljoenen vogels geldt Sleeswijk-Holstein met name in voor- en najaar als Europa's rijkste vogelgebied. Naast tal van trekvogels zijn er grote hoeveelheden vogels het gebied als broedgebied of overwinteringsgebied gebruiken. Vooral de eidereend en de brandgans komen in grote aantallen (honderdduizenden) voor. Voorbeelden van andere vogels in het gebied zijn de lepelaar, aalscholver, groenpootruiter, wulp, kokmeeuw, scholekster en kluut. Van met name de steltlopers lopen de aantallen terug, mogelijk door de visserij.
Typische schelpdiersoorten van de Waddenzee zijn de kokkel en de mossel. De wilde mosselbanken zijn overigens schaarser dan vroeger, mede als gevolg van de opkomst van de Japanse oester. Bekende schaaldieren zijn de garnaal en de zeepok. Mogelijk de bekendste worm is de zeepier. Vissoorten zijn onder meer puitaal, grondel (Pomatoschistus minutus), schol en geep (Belone belone).

## Menselijk gebruik
Het gebied dat aangewezen is als nationaal park en het aangrenzende gebied wordt op verschillende manieren gebruikt. De belangrijkste vormen van gebruik zijn toerisme, visserij, jacht, landbouw, kustbescherming, vervoer en infrastructuur, energie en grondstoffenwinning en militaire doeleinden. Omdat vrijwel al deze activiteiten direct aan de kust plaatsvinden, zijn de zeewaartse delen van het nationaal park grotendeels vrij van menselijk gebruik.

### Toerisme
Het Nationaal Park heeft naast natuurbescherming nadrukkelijk ook de bevordering van het toerisme als doel. Daarnaast was al voor de instelling van het park het gebied een populaire toeristische bestemming. Het toerisme is bovendien verreweg de belangrijkste bron van inkomsten in de regio. Zo zijn er naar schatting enkele miljoenen toeristen per jaar en werken er ongeveer 9.000 mensen in het toerisme. Controle en regulering van het toerisme is door de vage grenzen van het park moeilijk. De Multimar Watt forum is met 200.000 bezoekers per jaar het belangrijkste informatiecentrum van het nationale park. Voor de educatietaak van het nationale park zijn er ruim 25 regionale en lokale informatiecentra en staan er op verschillende plaatsen informatiepanelen. 

### Visserij, jacht en landbouw
De belangrijkste vorm van visserij is de garnalenvisserij. Kabeljauw, schol en tong worden nauwelijks gevist en zijn gereguleerd. Verder wordt er – in beperkte mate – op mossels en oesters gevist. Economisch is de visserij echter relatief onbelangrijk. Jacht is in het nationale park verboden sinds 1999, maar het vindt plaatselijk nog wel plaats. De landbouw vormt naast het toerisme een belangrijke bron van inkomsten voor de kustgebieden, maar vindt vooral buiten het park plaats.

### Kustbescherming
Van alle activiteiten in het gebied is de kustbescherming het minst omstreden. Op sommige plaatsen vindt uitbreiding en versterking van de zeedijken plaats, zoals op Sylt. Kustbescherming wordt echter als een integraal onderdeel van het nationaal park zelf gezien die de huidige vorm van de huidige van het waddengebied mede heeft bepaald.  

### Vervoer en Infrastructuur
Bijna al  het scheepvaartverkeer in het nationale park is voor toeristen. Er zijn enkele kleine en middelgrote havens (Friedrichskoog, Büsum, Husum, Pellworm, Dagebüll, Wyk op Fohr, Amrum, Hörnum en List). Vanwege de beschermde status van het gebied is de zeescheepvaart beperkt, vooral voor schepen met gevaarlijke lading. Voor de belangrijkste vaarroutes, met name de direct ten zuiden van het nationale park gelegen Elbemonding gelden deze beperkingen niet. De belangrijkste effecten op het park hebben met olieverontreiniging van de scheepvaart te maken. 

### Energie en grondstoffen
Bij het vogeleiland Trischen ligt een olieveld dat in exploitatie is. Exploitatie van andere plaatsen is in discussie. Windenergie is gepland buiten  het park maar de kabels zullen noodzakelijkerwijs het park doorkruisen. Zand en grind winning vindt plaats met het oog op kustbescherming.

### Militaire doeleinden
Sinds de oprichting van het nationale park heeft de Bundeswehr een schietbaan op Sylt. Ook vinden oefenvluchten plaats in het nationale park. Daarnaast ligt er waarschijnlijk nog munitie uit de Tweede Wereldoorlog voor de kust van Sleeswijk-Holstein.